# Estai
El Estai fue un barco arrastrero gallego, con base en Vigo, famoso por ser detenido por el gobierno de Canadá en el marco de la llamada guerra del fletán. El buque aún sigue navegando, pero ya no lo hace con el mismo nombre, sino con el de Argos Galicia.

## Características
El barco llamado Estai fue construido en 1988 en los astilleros Freire, en Vigo. Tenía 76.4 metros de eslora, 12.7 metros de manga y una quilla de 5.4 metros. Podía conseguir una velocidad de 13.8 nudos y su motor tenía una potencia de 1618 kW. Además, tenía una capacidad de carga de 1300 toneladas y una tara de 417 toneladas, lo que hace un peso máximo de 1717 toneladas. Recogía las redes de pesca por la popa, lo que se denomina como arrastre por popa.
De color blanco, su matrícula era 3ª-VI-5-10.001. En 1995 cambió su nombre por el de Puente Real, de nuevo otra vez Estai, y finalmente, en 1996 pasó a llamarse Argos Galicia, nombre con el que continúa en servicio actualmente, si bien con bandera de las Islas Malvinas y matriculado en Stanley.
El capitán en 1995 era Enrique Dávila, el patrón Serafín Blanco y el armador José Enrique Pereira Molares, de la empresa Pereira SA.

## Detención
El 9 de marzo de 1995 una patrullera del Ministerio de Pesca y Océanos del Canadá, buques de la guardia costera canadiense y de la Armada del Canadá le dieron el alto y persiguieron al Estai en aguas internacionales, fuera del área económica exclusiva.
Para escapar de las patrulleras, el Estai cortó las redes y escapó en una persecución que duró varias horas y que solo acabó cuando el buque Cape Roger disparó un cañonazo de calibre 50 que cruzó por el puente del Estai. Además, el barco guardacostas Sir Wilfred Gernell disparó cañones de agua sobre otros buques gallegos que acudieron al auxilio del Estai. Finalmente fuerzas del ministerio y de la Policía Montada de Canadá abordaron al Estai, siempre en aguas internacionales, apresaron al buque y detuvieron a su tripulación.
A partir de ese momento estalló un conflicto diplomático entre la Unión Europea, liderada por España, y Canadá. La Armada Española llegó a enviar a la patrullera P-74 para proteger los intereses pesqueros. Los buques canadienses recuperaron las redes del Estai y acusaron a la embarcación gallega de usar redes de un tamaño ilegal, menor al permitido para la pesca del fletán negro. La tripulación del Estai, integrada por 26 gallegos fue conducida hasta el puerto de St. Johns's, donde fue recibida con insultos y provocaciones por parte del gentío. El barco fue saqueado en el puerto canadiense y perdió 200 toneladas de carga.
El ministro canadiense de pesca, Brian Tobin marchó a Nueva York, donde dio una rueda de prensa en un barco frente al edificio de las Naciones Unidas, en donde enseñó las redes, ilegalmente pequeñas, que supuestamente pertenecían al Estai. El gobierno español nunca argumentó que las redes no fuesen las del Estai, sino que concentró a su protesta en la ilegalidad del uso de la fuerza y del secuestro del buque en aguas internacionales. Madrid acudió también al Tribunal Internacional de La Haya, pero este tribunal no admitió el caso a trámite. Seis días después, el 15 de marzo, Canadá liberó a la tripulación con una fianza de cincuenta millones de pesetas (300 000 euros). El barco llegó al  Puerto de Vigo el 23 de marzo, donde tuvo un recibimiento público. Ese mismo año el Estai cambió su nombre.
En julio de 2005, un tribunal canadiense rechazaba la demanda de 800.000 dólares presentada por la armadora Pereira e Hijos y el capitán del buque, Enrique Dávila González, aunque otorgó una indemnización de 112.000 dólares más los intereses devengados desde el 28 de julio de 1995, cifra que el tribunal entendía cubría los costes del viaje del pesquero “Estai” a Terranova, la pérdida de los días de pesca durante su arresto y detención y “una carbonera y lubricación extra” que el barco requirió.
Canadá pagó una indemnización a Armadora Pereira por la pérdida de los días de pesca, y tras el juicio no hubo ningún cargo en contra del Estai. 